# 精密重力测量研究设施
精密重力测量研究设施（英語：National Precise Gravity Measurement Facility）是中华人民共和国国家重大科技基础设施之一，位于湖北省武汉市，华中科技大学为项目法人单位，中国科学院精密测量科学与技术创新研究院、中国地质大学（武汉）和中山大学为项目共建单位。该设施建设于2018年11月由国家发展与改革委员会批复项目建议书，以具备全球毫伽级、基准微伽级的重力数据获取、评估与应用能力为目标，建设重力测量基准和重力测量物理仿真两大平台。